# Sporting Clube de Braga
Sporting Clube de Braga je portugalski nogometni klub iz grada Brage. 
Osnovan je 1921. godine.
Klub je u početku bio znan kao "Arsenal do Minho" ("Arsenal iz 'Minha") - otkad se bivši trener Josef Szabo vratio sa susreta na Highburyu 1930-ih i uvjerio svoju staru momčad neka promijeni na dresu zeleno crvenim i bijelim rukavima.  (Sporting je čak promijenio ime svojoj mladoj momčadi u "Arsenal do Braga").
Klub igra svoje utakmice na stadionu Estádio Municipal de Braga, koji je sagrađen za EP u nogometu 2004.
Klub je zadnjih sezona iznenađivao nogometnu javnost svojim pobjedama od 3:2 nad "Benficom" i 3:2 nad "Sportingom" u sezoni 2005./06. i 2:1 nad "Portom" u sezoni 2006./07.

Klub je danas jedan od najuspješnijih portugalskih klubova, iza Velike trojice, a već su postali poznatima po izbacivanju brojnih klubova iz velikih natjecanja.

## Poznati igrači
- Lima
- Alan
- Moisés
- Matheus
- Vandinho
- Hugo Viana
- Alberto Rodríguez
- Artur Moraes (Artur)
- Paulão
- Paulo César
- Miguel Garcia
- Custódio
- Sílvio
- Elderson
- Salino
- Mossoró
- Hélder Barbosa
- Albert Meyong
- Felipe
- Éder
- Kaká
- Andrés Madrid
- Élton

## Poznati treneri
- Jorge Costa
- Domingos Paciência
- José Peseiro

## Klupski uspjesi

### Domaći uspjesi
portugalska liga:
- Drugi (1): 2009./10.

Portugalski kup:
- Prvak (2): 1966., 2016.
- Finalist (4): 1977., 1982., 1998., 2015.

Portugalski liga-kup:
- Prvak (1): 2013.
- Drugi (1): 2017.

Portugalski superkup:
- Drugi (3): 1982., 1998., 2016.

### Europski uspjesi
Kup UEFA:
- Finalist: (1): 2010./11. (finale)

## Rezultati u ligi i kupu
Klub je 51 put sudjelovao u najvišem razredu portugalskog nogometa. Najveći uspjeh je klubu bilo sedam četvrtih mjesta.

## Vanjske poveznice
- Službene stranice (na portugalskom)
- 85 godina "Sportinga" iz Brage
- vs Real Betis 3-1 UEFA

- Portugalske nogometne vijesti:
- www.PortuGOAL.net (na engleskom)
- Dnevne portugalske nogometne vijesti, novosti, rasprave, statistike, slike i još  Arhivirana inačica izvorne stranice od 18. svibnja 2017. (Wayback Machine) (na engleskom)